# Moussonia viminalis
Moussonia viminalis là một loài thực vật có hoa trong họ Tai voi. Loài này được (Brandegee) Wiehler mô tả khoa học đầu tiên năm 1975.